# VK (соцмережа)
VK, ВКонтакті (рос. ВКонтакте, ВК) — підсанкційна російська соціальна мережа, що належить однойменній компанії «VK» (колишній «Mail.ru Group»). Найбільш популярна в Росії, Білорусі, Казахстані та Узбекистані. Заблокована в Україні з травня 2017 року, в Латвії — з 2022 року.
Станом на листопад 2020 року нараховувала 625,73 млн акаунтів, з яких 92 млн активних користувачів у місяць. Згідно з рейтингом Semrush у березні 2024 року сайт є 32-м за відвідуваністю у світі, 12-м у Білорусі, 4-м у Росії, 33-м в Україні.
«ВКонтакті» почала працювати 10 жовтня 2006 року і спочатку позиціонувалася як соціальна мережа для випускників російських ЗВО (своєрідний аналог американської Facebook).
Згідно з рішенням РНБО від 28 квітня 2017 року доступ до сайту «ВКонтакті» від 16 травня 2017 року було заблоковано в Україні. Це блокування проводилось в рамках санкцій України проти Росії, введених за анексію Криму і агресію на Донбасі та спрямоване на забезпечення інформаційної безпеки України[⇨].

## Опис
Сайт спочатку позиціював себе як соціальна мережа студентів і випускників елітних російських вищих навчальних закладів, пізніше — як універсальний засіб зв'язку для всіх соціальних груп і віків. У січні 2009 року «ВКонтакті» вперше обігнав за відвідуваністю на пострадянському просторі свого головного конкурента — «Однокласники». Зараз «ВКонтакті» є лідером у Білорусі і Росії серед соціальних мереж за відвідуваністю.

## Представництво в Україні
З березня 2012 року запрацювало офіційне представництво соціальної мережі «ВКонтакті» в Україні. Офіс знаходився у Києві.
Згідно з рішенням РНБО від 28 квітня 2017 року доступ до сайту «ВКонтакті» від 16 травня 2017 року було заблоковано в Україні. Це блокування проводилось в рамках санкцій України проти Росії, введених за анексію Криму і агресію на Донбасі та спрямоване на забезпечення інформаційної безпеки України.[⇨]
16 червня 2017 року «ВКонтакті» закрив свій офіс у Києві.

## Історія

### 2006
- 2006 рік — 1 жовтня було зареєстроване доменне ім'я vkontakte.ru товариством з обмеженою відповідальністю «В Контакте». Цю дату прийнято вважати датою заснування сайту.
- 22 листопада на форумі студентів СПбГУ — spbgu.ru, власником якого теж був Павло Дуров, було оголошено про запуск «закритого додатку до …. форуму». Проєкт на той момент був закритим: реєстрація як і раніше була доступна для всіх без винятку студентів на запрошення і при обов'язковій вказівці справжніх ім'я і прізвища.
- В кінці листопада була відкрита вільна реєстрація, як вимагала модернізації серверної частини. Одночасно з цим була запущена рекламна кампанія для залучення нових користувачів. Найактивнішим промоутерам вручалися призи — продукція Apple: iPod video, iPod Nano, iPod Shuffle.

### 2007
- Швидке зростання популярності ресурсу викликало високий інтерес до нього з боку інвесторів. Повідомлялося, що тільки в січні 2007 року три інвестори хотіли викупити проєкт. Ці пропозиції відкидалися, як і варіанти розмістити рекламу, яка була відсутня на сайті з моменту його заснування.
- В середині лютого сайт, пославшись на дані Alexa.com, назвав себе другою за популярністю соціальною мережею Росії. Тоді ж оповістив факт масованої DDoS-атаки, проведеної із-за меж РФ. Протягом декількох днів сайт вантажився нестабільно, але до 23 лютого вдалося налагодити надійну систему віддзеркалення атак. На той час сервери і команда були розподілені між Санкт-Петербургом і Москвою.
- 26 лютого було оголошено про реєстрацію стотисячного користувача.
- До початку квітня, як повідомив Павло Дуров, число користувачів подвоїлося, а сам сайт, за даними Alexa.com, увійшов до двадцятки найпопулярніших сайтів Росії і став найвідвідуванішою соціальною мережею Росії, обігнавши проєкт Однокласники.ru.
- В кінці квітня була упроваджена нова система рейтингу, яка повинна була, за задумом творців, мотивувати користувачів соціальної мережі привертати нових учасників. Так, найактивніші відображалися при пошуку першими.
- 9 травня було оголошено, що «ВКонтакті» увійшов до десятки найвідвідуваніших сайтів Росії, а число зареєстрованих користувачів перевищило 400 тисяч осіб.
- В кінці травня сайт став популярнішим за більшість зарубіжних соціальних мереж зі схожою платформою: обігнав китайський Xiaonei (англ.) і порівнявся з німецьким STUDIVZ (англ.). Загальне число переглянутих за місяць сторінок досягало мільярда.
- На початку червня проєкт увійшов до п'ятірки найвідвідуваніших сайтів Росії, поступаючись лише пошуковим системам. Також стверджувалося,
- що серед схожих потужних сайтів Рунету ВКонтакті поступається в швидкості тільки Google.
- 19 червня був анонсований тестовий запуск відеохостингу.
- 7 липня можливість завантажувати своє відео стала доступна всім користувачам.
- 13 липня на сайті зареєструвався мільйонний учасник.
- У вересні був офіційно представлений тулбар для основних браузерів. Тоді ж, згідно з внутрішньою статистикою, кількість людей, що одночасно знаходяться на сайті, досягала відмітки в 110 тисяч.
- 27 вересня, за даними сервісу інтернет-статистики Alexa.com, сайт потрапив в трійку найвідвідуваніших сайтів Росії, опинившись на третьому місці, поступаючись тільки вебсторінкам пошукових систем Mail.ru і Яндекс.
- У листопаді було оголошено про можливість додавати аудіозаписи. Тоді ж запрацювала служба «Професійних контактів», спеціальний підрозділ з пошуку високооплачуваних співробітників для фінансових, юридичних і ІТ-Компаній.
- 27 листопада сайт посів друге місце в народному опитуванні премії Рунету, поступившись розважальному вебсайту bash.org.ru.
- В кінці грудня була запущена полегшена версія сайту для мобільних пристроїв.
- За підсумками року серед всіх сайтів Росії «ВКонтакті» лідирував за кількістю сторінок (до 330 млн щоденні), що проглядалися, та за обсягом генерованого трафіку. За популярністю займав 2-ге місце в Рунеті, а також лідируючі позиції в СНД (4-те місце в Казахстані, 7-ме в Білорусі) та 10-те — в Україні.

### 2008
- 10 січня за даними Alexa.com сайт став лідером у Росії[11], та залишався третім в українському сегменті Інтернету[12], поступаючись тільки Yandex.ru та Mail.ru.
- На початку 2008 року з'явилася офіційна інформація про службу «Професійних контактів», що запрацювала декількома місяцями раніше.
- У лютому інтерфейс сайту став доступний українською мовою.
- У лютому також були запущені сервіси думок і пропозицій, введена перероблена система рейтингу з валідацією голосів через SMS. В той же час, за даними alexa.com, «ВКонтакті» став найпопулярнішим інтернет-ресурсом в Росії, а в українському сегменті інтернету сайт поступався лише Google і Mail.ru.
- У березні було заявлено про роботу над інтернаціоналізацією ресурсу, запуску WAP-версії сайту і нового сервісу пошуку відео — ВКадре.ру, що закумулював на момент відкриття більше 20 млн відеороликів.
- 28 березня аудиторія сайту перевищила 10 мільйонів учасників.
- 1 квітня у День сміху з'явився «ностальгійний» інтерфейс, де використовується комуністична тематика часів СРСР.
- На початку квітня було оголошено, що мережею користуються понад 10 млн осіб, переглядаючи щодня 600 млн сторінок. Тоді ж були запущені сервіси «питання», а також «додатки», що дозволили додавати на сайт інтерактивні flash-програми. Трохи пізніше з'явилися розширені налаштування приватності.
- 16 травня компанія Dr.Web повідомила про вірусну епідемію серед користувачів мережі «ВКонтакті», викликану черв'яком Win32.HLLW.AntiDurov. До наступного дня розповсюдження шкідливого скрипту вдалося зупинити, а політика безпеки була посилена. Проте до того моменту більше 30 тисяч осіб встигли заразити свій комп'ютер.
- 4 червня була виявлена серйозна XSS-уразливість. Її усунули протягом двох днів, але за оцінками експертів за цей час було зламано декілька тисяч акаунтів.
- З червня по кінець жовтня проводився конкурс серед розробників додатків на основі API «ВКонтакті» з врученням переможцям кожні два тижні телефону Apple iPhone.
- 15 липня сайт уклав контракт з компанією Медіа Плюс [Архівовано 3 листопада 2008 у Wayback Machine.], яка займеться поширенням реклами на сайті.
- 24 липня зареєструвався 15-мільйонний учасник.
- В серпні з'явився «спортивний» інтерфейс, де використовується футбольна тематика. Стала доступною платна можливість відсилати «подарунки» іншим учасникам.
- В жовтні інтерфейс сайту був перекладений на білоруську мову.
- 15 жовтня Лабораторія Касперського повідомила про виявлення модифікації мобільного трояна TROJAN-SMS.J2ME.Konov.b, який викрадав акаунти від соціальної мережі за допомогою фішинг-технологій.
- В кінці жовтня було оголошено про запуск проєкту «User API ВКонтакті», в рамках якого стало можливо створювати свої власні соціальні мережі в країнах не СНД.
- 31 жовтня о 13:51 за московським часом зареєструвався 20-мільйонний учасник.
- 5 листопада оголошено про 20-мільйонного учасника проєкту. Введена Вікі-розмітка в новинах груп.
- 15 листопада зареєструвався 21-мільйонний учасник.
- 30 листопада об 11:46 за московським часом зареєструвався 22-мільйонний учасник.
- До початку грудня, за даними незалежної статистики LiveInternet, сервіс відвідувало більше користувачів, ніж соцмережу «Однокласники».

Цього року українська мова стала першою мовою, якою було перекладено інтерфейс попереднього проєкту Дурова — соціальної мережі VK.  Дуров заявив, що протягом кількох місяців використовував виключно українську версію ВКонтакті, з метою «не пропустити жодного російського слова», що, за його словами, допомогло трохи оволодіти українською мовою. Він також висловив бажання, щоб VK став першим популярним в Україні сайтом, який міг би впроваджувати правильні відмінкові закінчення для імен українською.

### 2009
- У січні на сайт «ВКонтакті» зайшло 13,09 мільйона унікальних користувачів, тоді як на «Однокласники» — на 11 тисяч менше.
- У квітні на сайт «ВКонтакті» зайшло 14,3 мільйона унікальних користувачів, а на «Однокласники» — 7,8 мільйона, що майже в 2 рази менше.
- У травні на сайті було зареєстровано близько 35 мільйонів користувачів.
- 30 липня в одному з блогів був опублікований запис з посиланням, за яким протягом деякого часу був доступний текстовий файл з даними для входу в облікові записи користувачів «ВКонтакті». Файл містив близько 135 тисяч записів, проте зустрічалися і повтори. Через декілька годин про це написав Олексій Стародимов в «Комп'юленті», уточнивши, що паролі зібрані за допомогою троянської програми для операційної системи Windows, яка модифікувала файл C:\WINDOWS\system32\drivers\etc\hosts. Протягом декількох днів додаткову інформацію про цю подію опублікували ще декілька сайтів.
- 5 вересня ВКонтакті купив домен vk.com і почав розширення на захід. Сума операції не розголошувалася.
- За твердженнями адміністрації проєкту, на початок вересня 2009 року в соціальній мережі зареєстровано більше 42 мільйонів користувачів.
- 6 жовтня було представлено більше 20 мовних версій сайту, що привело до можливості конкуренції із західними соціальними мережами.
- У грудні на сайті було зареєстровано більше 50 мільйонів користувачів.

### 2010
- 2 лютого на сайті був зареєстрований 60-мільйонний користувач.
- На 1 квітня як жарт у користувачів був автоматично встановлений новий, «дореволюційний» стиль. Всі назви і слова були змінені на дореволюційні. 1 квітня на сайті зареєстровано близько 69,5 мільйона учасників
- 4 квітня у користувачів «ВКонтакті» з'явилася можливість відновити свій статус через SMS, причому вартість такої SMS рівна вартості звичайної SMS відповідно до тарифного плану абонента. Також з'явилася можливість завантаження фотографій з мобільного телефону в будь-який з наявних альбомів користувача за допомогою MMS.
- 13 квітня на сайті було зареєстровано 70 мільйонів користувачів.
- 17 квітня «ВКонтакті» запустив власну платіжну систему (Merchant API «ВКонтакті»).
- 19 квітня «ВКонтакті» почав тестування свого OpenID-сервісу.
- 22 квітня «ВКонтакті» дав можливість всім розробникам створювати програми для швидкої роботи на будь-яких пристроях.
- 27 квітня у користувачів з'явилася можливість самостійно вибирати адресу своєї сторінки (http://vkontakte.ru/[вибрана_адреса] або http://[вибрана_адреса].vkontakte.ru).
- 15 травня користувачі «ВКонтакті» дістали можливість вкладення аудіозаписів, фотографій і відео в особистих повідомленнях. Також було збільшено максимальний дозвіл завантажуваного відео до 720p, додана функція «Код відео» для блогерів і власників сайтів. Для користувачів iPhone/iPod додана відповідна функція пошуку відео.
- 27 травня користувачам «ВКонтакті» знов доступна функція «Поклонники», але діє вона лише в тому випадку, якщо рейтинг користувача вище 200 або користувач — відома особа. Відомі люди (рейтинг більше 200) тепер можуть повідомляти прихильників про події в своєму творчому житті через статуси, відеозаписи і фотографії, які з'являтимуться в новинах усіх їхніх прихильників.
- 2 червня користувачам «ВКонтакті» стала доступна опція завантаження фотографії з роздільною здатністю понад один мегапіксель, тобто можна викладати зображення розміром 1280 на 1024 пікселі.
- 21 червня була запущена можливість отримання SMS-повідомлень про нові повідомлення і події «ВКонтакті». Сервіс був доступний абонентам МТС Росії, пізніше до них додалися оператори Білайн і Мегафон в Росії і life:) в Україні. Повідомлення приходять з номера 5605.
- 26 червня на головній сторінці користувача «ВКонтакті», якщо він зайшов на сайт в браузері IE версії 6 і нижче, відображається спеціальний банер, який оповіщає користувача про те, що його браузер застарілий, і пропонує вибрати одну з нових версій альтернативних браузерів. Надалі планується виводити це повідомлення також користувачам Mozilla Firefox 2.x, Opera 9.x і IE7. У Рунеті цю подію вже охрестили смертю IE6.
- 23 липня «ВКонтакті» запустив Jabber-сервер.
- 25 липня за інформацією, що з'явилася в мережі (хибною, що згодом опинилася) у зв'язку із збоєм 35-ї підстанції Лененерго припинилася подача електроенергії на сервери «ВКонтакті». Частина серверів при переході на дизель була перезавантажена, і сайт став недоступний. Керівник пресслужби «ВКонтакті» Владислав Циплухін спростував чутки про причетність до цього ГУВС.
- 26 липня була опублікована докладніша інформація про аварію 25 липня. Повідомлялося про збій в підстанції на території дата-центру і непричетності до цього Лененерго. Найімовірніше, збій був викликаний аномальною для Петербурга погодою. При відключенні підстанції відбувся стрибок напруги, що вивів з ладу систему перемикання живлення на дизель-генератори. Тому після розрядки UPS сервера «ВКонтакті», Yota і інших орендарів дата-центру довелося відключити.
- Також 26 липня було оголошено про створення сервісу «Можливі друзі».
- У липні кількість зареєстрованих користувачів перевищило 75 мільйонів.
- 2 серпня був змінений принцип роботи сервісу статусів: з'явилася можливість коментування статусів і архів статусів. Проте, після проведеного того ж дня загального голосування, 70 % опитаних (близько півтора мільйона користувачів) виступило за повернення колишнього варіанту, тому волею більшості для всіх був повернений старий дизайн. Проте, можливість використання нового сервісу залишилася. У налаштуваннях користувач може примусово включити Статуси 2.0, проте в цьому випадку він буде вимушений пожертвувати іншим звичним сервісом — Стіною, яка автоматично буде відключена. Спільно Статуси 2.0 і Стіна поки працювати не можуть.
- 3 серпня було оголошено про запуск сервісу «Місця», який дозволить показати користувачам, де зараз знаходиться, а також знайти популярні місця поблизу. Сервіс надається для смартфонів iPhone і Android.
- 18 серпня були перероблені Мікроблоги — тепер Стіна і Статуси відображаються після всієї інформації про користувача (коротку інформацію про користувача видно відразу, а решта даних вмить доступна за посиланням «показати повну інформацію» праворуч від імені). Проте, «Думки», «Подарунки» і «Аудіозаписи» відображатимуться після Мікроблогів. З'явилася функція «Згадки», яка дозволить на стіні або в статусі залишити посилання на сторінку будь-якого користувача «ВКонтакті». Для цього необхідно набрати * (або @) і ввести ім'я або адресу сторінки.
- Також, з 18 серпня можна змінювати номер телефону, до якого прив'язана сторінка. Якщо «старий» номер не існує, то зміна номера відбудеться через 14 днів після підтвердження заявки про зміну номера.
- 19 серпня була запущена можливість отримувати оновлені статуси користувачів в SMS-повідомленні. Як тільки користувач оновлює статус, тому хто підписався вмить приходитиме повний текст нового статусу. Послуга працює тільки у абонентів Білайн, Мегафон, МТС в РФ і life:) в Україні. Повідомлення приходять з номера 5605.
- 24 серпня хакери дістали доступ до україномовного інтерфейсу: у тих, в кого була включена українська мова інтерфейсу більшість написів в бічному меню перетворилися на «OLOLO sEcurity FAIL» і «ololo.security.fail(at)gmail.com». Також якийсь час замість напису «Миттєві повідомлення» писало «З ДНЕМ НЕЗАЛЕЖНОСТІ». Приблизно через 25 хвилин всі написи були виправлені[14].
- 26 серпня в розділі «Мої Повідомлення» з'явилася тека (вкладка) «Спам», в яку потрапляють як відмічені користувачем повідомлення («Це спам»), так і спам, автоматично розпізнаний системою (штучний інтелект, який аналізує вхідні особисті повідомлення і визначає імовірність того, що вони містять спам).
- В кінці серпня 2010 року аудиторія перевищила 86 мільйонів.
- 3 вересня користувачі «ВКонтакті» дістали можливість коментування будь-яких сайтів за допомогою «Віджета коментарів», який може встановити будь-який сайт, зареєстрований в системі Open API. Коментарі автоматично переносяться в статус користувача (з додаванням адреси об'єкта, що коментується) для швидкого сповіщення всіх друзів коментатора і можливого продовження обговорення[15].
- 20 вересня було оголошено про запуск віджетів для коментарів, для спільнот і віджета «Мені подобається», а також про можливість експорту приміток в щоденник LiveJournal[16].
- 30 вересня в режимі Мікроблогу були запущені сервіси «Опитування» і посилання «Рекомендувати друзям». Також, покращувані безкоштовні підписки через SMS на особисті повідомлення. Тепер користувач соціальної мережі зможе отримувати повні тексти особистих повідомлень через SMS, причому тільки від тих користувачів, які йому цікаві, і в слушний для нього час[17].
- 5 жовтня в соціальній мережі «ВКонтакті» запущена функція «Пожертвувати», за допомогою якої можна перерахувати свої грошові кошти в різні благодійні організації. Соціальна мережа не бере комісії з передачі засобів фондам. Гроші «ВКонтакті» повністю безкоштовно забезпечують обіг ресурсів в інтернеті[18].
- 6 жовтня було покращено якість всіх нових завантажуваних фотографій. Окрім цього, вдосконалений масовий завантажувач, який дозволяє набагато швидше завантажувати велику кількість фотографій. З 6 жовтня зберігатиметься історія змін в головній фотографії на сторінці користувача, тобто тепер досить натиснути на фотографію, щоб подивитися попередню версію[19].
- 9 жовтня запущена можливість відзначати, що користувачеві подобається те або інше повідомлення на сторінках користувачів. Для цього достатньо навести курсор на повідомлення і натиснути на посилання «Мені подобається». Також, починаючи з 9 жовтня при прогляданні повного списку аудіозаписів на сторінках соціальної мережі, користувач зможе додати будь-який до себе на сторінку, якщо наведе курсор на плюс справа[20].
- 10 жовтня 2010 року соціальна мережа «ВКонтакті» святкує свій четвертий день народження. За словами Павла Дурова, 10.10.2006 з'явилися перші функції «ВКонтакті».
- Також 10 жовтня оголошено про миттєвий пошук, за допомогою якого можна натиснути на полі Пошук в правому верхньому кутку сторінки і почати набирати будь-яке слово в полі, що відкрилося, після чого відразу ж пропонуватимуться результати пошуку. Миттєвий пошук працюватиме вірно, навіть якщо користувач введе слово не повністю, зробить друкарську помилку або забуде перемкнути розкладку[21].
- 13 жовтня абоненти трьох найбільших операторів Росії отримали можливість відправляти та отримувати повідомлення у мережу у офлайн-режимі завдяки SMS[22].
- 20 жовтня — примусове введення мікроблогу. Цей режим було введено на початку серпня — також для всіх, але тоді було проведено голосування[23], під час якого 70 % користувачів виступили проти, і цей режим можна було вимкнути в «налаштуваннях». Але ввечері 20 жовтня Павло Дуров примусово ввів режим мікроблогу для всіх користувачів, кажучи, що він є прогресивнішим і що всі, навіть найконсервативніші користувачі, звикнуть до нього впродовж тижня[24]. Але більшість проти введення нового режиму, було створено групу [Архівовано 23 жовтня 2010 у Wayback Machine.] проти цього режиму, цей факт навіть освітили Інтернет-ЗМІ[25][26][27][28][29]. Незважаючи на масові протести користувачів та припущення, що більшість перейде на Facebook, Павло Дуров не збирається вимикати цей режим[30].
- У листопаді на сайті було зареєстровано близько 100 мільйонів користувачів.

### 2011
- За першу половину 2011 року сайт поступово практично повністю перейшов на AJAX — для надсилання повідомлення, відкриття іншої сторінки, нотаток тощо завантажується не вся сторінка, а тільки інформація, яка ще не завантажена або яку треба оновити, що пришвидшило процес завантаження сторінок та зменшило навантаження на сервери.
- 10 лютого — адміністрація сайту заборонила вільну реєстрацію на сайті. Від того часу на сайті можна було зареєструватись лише за запрошеннями від інших користувачів, і лише через обов'язкову прив'язку номера телефону до облікового запису (кожному користувачу, що здійснив прив'язку свого облікового запису до номера стільникового телефону, видавалося від трьох запрошень).
- 11 лютого була покращена безпека в соціальній мережі: кожного раз, коли під обліковим записом користувача намагаються несподівано зайти з нової країни, спроба входу блокується повідомленням, в якому пропонується ввести останні цифри номера телефону, на який зареєстрована сторінка.
- 12 лютого набрали чинності обіцяні зміни приватності. Користувачі були позбавлені можливості обмежувати читання записів на своїй стіні для конкретного кола осіб. Попри скарги користувачів, з 12 лютого всі власні записи є загальнодоступними, в тому числі для незареєстрованих в мережі користувачів і для пошукових агрегаторів.
- Вночі 16 лютого велику кількість користувачів «ВКонтакті», які прив'язали сторінку до мобільного телефону, отримало можливість запросити друзів або родичів у соціальну мережу.
- 1 березня генеральний директор «ВКонтакті» Павло Дуров написав у своєму блозі про нововведення лютого: нові аудіозаписи, нові відеозаписи, нові повідомлення і багато іншого.
- 14 березня був повністю переписаний розділ «Мої нотатки». Істотно змінився дизайн, ніж це було раніше, з'явилася кнопка «Мені подобається», також на сторінках розділу є автоскроллінг.
- 15 серпня 2011 року платіжна система (Merchant API «ВКонтакті») була закрита через зміни в російському законодавстві[31].

### 2012
- 17 січня з'явилася альфа-версія сервісу «відеодзвінки».
- 26 січня сайт остаточно «переїхав» на домен vk.com.
- 1 березня з'явилася нова мобільна версія сайту, орієнтована на смартфони.
- 28 березня було відкрито офіційне представництво сайту у Києві[32].
- 18 травня з'явився підрозділ «Статті» у розділі «Мої Новини», який включає підбірку найважливіших статей російського Інтернету.

### 2013
- 5 лютого у соціальній мережі зареєструвався двохсотмільйонний користувач.

### 2014
- 10 січня сайт не працював[33][34]. Спочатку перестали завантажуватись картинки, аудіо-, відеозаписи та інший контент, згодом сайт перестав працювати. Павло Дуров пояснив, що проблеми були на рівні комутаторів[35].
- Станом на липень 2014 власниками «ВКонтакті» були Mail.ru Group (51,99 % акцій) та фонд United Capital Partners (48,01 %), яким володіє російський підприємець Ілля Щербович. 16 вересня 2014 року Mail.ru Group повністю викупила «ВКонтакті» за 1,47 млрд $, ставши, таким чином, єдиним її акціонером[36][37][38].

### 2015
Січень 2015 характеризується частими збоями в соціальній мережі. 10 січня сервіс повністю не працював, крім можливості прослуховування аудіозаписів та розсилки повідомлень. Вже 24 січня на сайті можна було прослуховувати аудіозаписи, про це у своєму Twitter повідомив [Архівовано 10 березня 2016 у Wayback Machine.] Георгій Лобушкін, прессекретар «ВКонтакті».
У липні компанія запустила новий продукт — фотододаток Snapster, яке за своїми функціями нагадує Instagram — сервіс, що належить конкуренту «ВКонтакті» — соцмережі Facebook. Через два з половиною тижні після запуску Snapster керівництво «ВКонтакті» заблокувало зовнішні посилання на Instagram.
4 серпня сервіс виявився вдруге за тиждень недоступний по всьому світу. Прессекретар соцмережі Георгій Лобушкін повідомив у своєму мікроблозі в Twitter, що сайт став недоступний через розрив кабелю між дата-центрами. Пізніше в пресслужбі соцмережі заявили, що причиною збою стало «фатальний збіг низки обставин».
23 серпня адміністрація «ВКонтакті» на честь свята змінила логотип сервісу на жовто-блакитне сердечко.

### 2017
16 травня Президент України Петро Порошенко підписав указ, яким ввів в дію рішення РНБО про оновлення списку санкцій проти низки російських компаній, серед яких соцмережі «Вконтакті» і «Однокласники», компанія «Яндекс», електронний поштовий сервіс Mail.ru тощо, та запровадив блокування доступу до їх сайтів на території України. Обмеження вступили в дію 1 червня. У відповіді на петицію за скасування блокування ВКонтакті президент пояснив своє рішення тим, що 
|                                                       | Вказані компанії сприяють спецслужбам Росії у збиранні, зберіганні, використанні та поширенні інформації з обмеженим доступом – персональних даних та особистого листування громадян України. [...] Таким чином, українські користувачі російських мереж потрапляють під контроль спецслужб РФ, які спочатку створюють необхідні умови для вербування, а потім використовують наших громадян у власних протиправних цілях. |
| — Офіційне інтернет-представництво Президента України | |

У 2017 році працівниками Київського управління кіберполіції спільно зі слідчим відділом Броварського відділу поліції ГУНП в Київській області виявлено та задокументовано групу в соціальній мережі «Вконтакті» де проводилось розповсюдження дитячої порнографії. Проте адміністрація мережі не йшла на співпрацю в блокуванні незаконного контенту мотивуючи своє рішення тим, що перебуває за межами юрисдикції українського законодавства.

### 2018—2019
23 січня почав роботу редактор статей.
16 лютого Історії стали доступні не тільки користувачам, але і групам.
28 лютого з'явилась можливість збирати гроші на спільні покупки: в бесідах з'явилися грошові перекази. Будь-який учасник листування може почати збір і вказати необхідну суму. Система автоматично поділить її на число інших учасників бесіди і запропонує рекомендований розмір переказу. Також є створення запиту без обмеження по сумі збору.
23 березня заробив офіційний онлайн-магазин одягу та сувенірів VK Shop.
9 квітня було оголошено, що розділ «Рекомендації» зібрав 1 мільярд переглядів на добу.
13 квітня ВКонтакті оголосили про підтримку авторів Telegram-каналів. У рамках запущеної програми автори каналів, аудиторія яких перевищує 1000 передплатників, отримали безкоштовне просування через рекламу ВКонтакті. Соцмережа «ВКонтакті» підтримає авторів Telegram-каналів.

### 2020
14 травня 2020 року Президент України Володимир Зеленський продовжив заборону російських соцмереж.

## VKontakte API
Для взаємодії сайту з додатками, за аналогією соціальної мережі «Facebook», створена «Vkontakte API» — набір базових функцій для підключення та обміном інформацією. За допомогою цього набору браузерні та десктоп-програми мають доступ до фото, повідомлень, основної інформації, нотаток тощо за згодою користувача, що є зручним для створення онлайн-месенджерів, браузерних ігор та додатках сайту сторонніми розробниками. Також для створення онлайн-месенджерів на сайті відкрито XMPP-сервер, до якого можна підключитись з будь-якого XMPP-клієнта (див. Список XMPP-клієнтів) та обмінюватись миттєвими повідомленнями. За допомогою «VKontakte API» дозволена також авторизація на сторонніх сайтах, підключення інтернет-магазинів для оплати на них послугою «VKontakte гроші» та публікація посилань сторонніх сайтів користувачами соціальної мережі.

## Власники

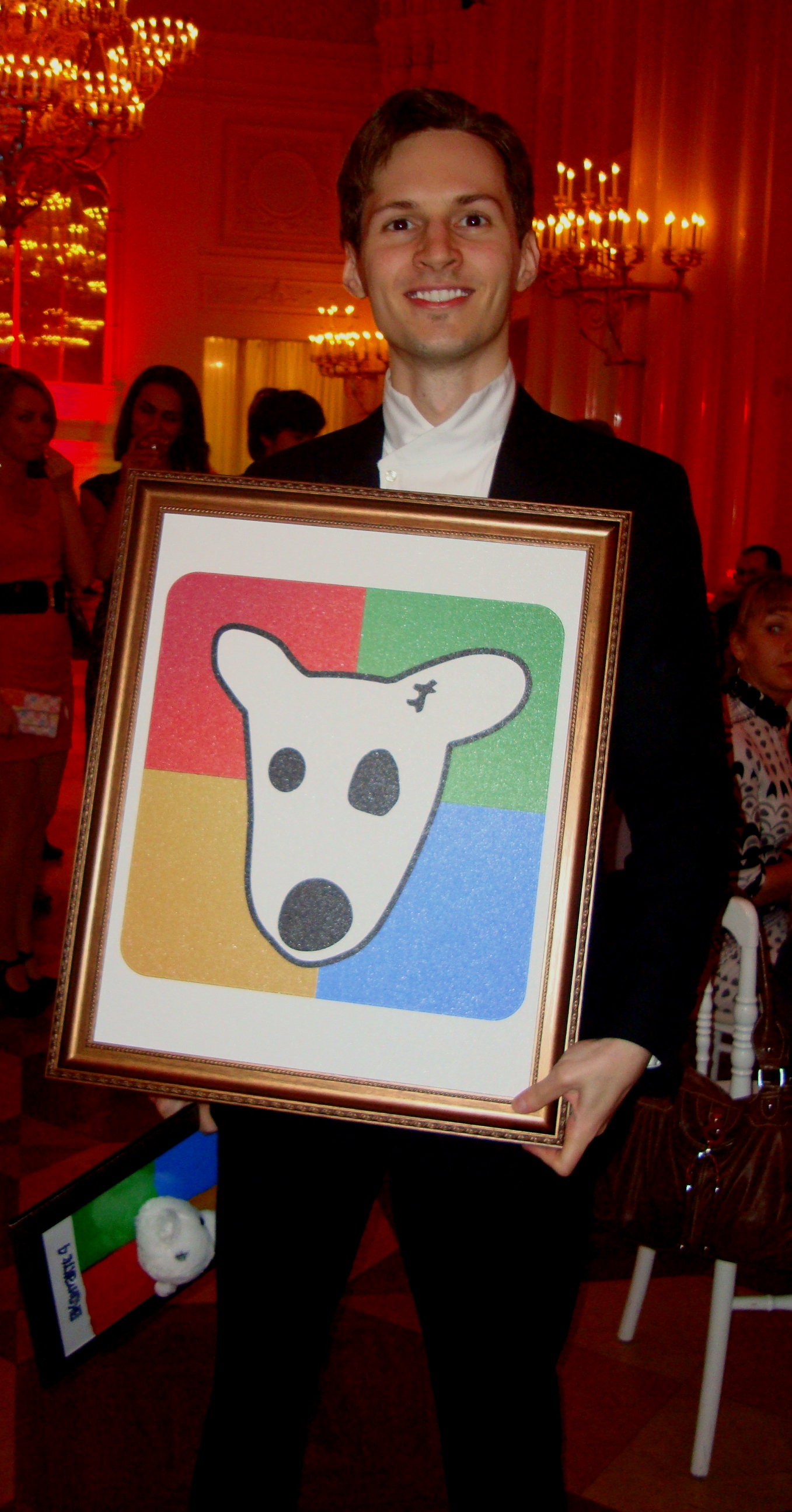
Засновник сайту Павло Дуров

Довгий час про власників сайту не було точних відомостей. Ця обставина послужила підставою для виникнення суперечливих чуток, що сайт був створений і належить ФСБ, яка з його допомогою контролює його користувачів. В кінці 2007 року Павло Дуров заявив про неспроможність подібних чуток.
За інформацією газети «Відомості», сайт належить ТОВ «ВКонтакті», яке було зареєстровано 19 січня 2007 року. Спочатку великою часткою володіла сім'я підприємця Михайла Мірілашвілі. Згідно з Єдиним державним реєстром юридичних осіб, його засновниками були:
- Вячеслав Мірілашвілі — 60 %;
- Павло Дуров — 20 %;
- Михайло Мірілашвілі — 10 %;
- Лев Лєвієв — виконавчий директор — 10 %.

За даними «СПАРК-інтерфакс», на 1 лютого 2008 року 100 % ТОВ «ВКонтакті» належало офшору Doraview Limited, зареєстрованому на Британських Віргінських островах. Детальна інформація про склад власників часток у ТОВ не розкривалася. «Відомості» передавали слова координатора зі зв'язків з громадськістю «ВКонтакті» Михайла Равдонікаса, що основним інвестором був не Вячеслав Мірілашвілі, а фонд Digital Sky Technology. Відомо, що фонд контролювали виконавчий директор NCH Advisors Григорій Фінгер і колишній топменеджер групи «Менатеп» Юрій Мільнер. Крім того, «Відомості», посилаючись на неназване джерело інформації, припускали, що з моменту заснування сайту могли змінитися й інші акціонери.
У 2013 році 48 % компанії у співзасновників «ВКонтакті» В'ячеслава Мірілашвілі і Льва Левієва викупив фонд UCP, що спричинило тривалий конфлікт між акціонерами і генеральним директором соціальної мережі Павлом Дуровим, який згодом продав свою частку в компанії та покинув займану посаду.
З вересня 2014 року інтернет-компанія Mail.Ru Group стала єдиним власником соціальної мережі «ВКонтакті», викупивши 48 % акцій у фонду UCP. За умовами операції Mail.Ru, фонд UCP і Павло Дуров відмовилися від взаємних судових претензій, які кілька місяців мали місце. Експерти називали консолідацію соцмережі в руках Mail.Ru очікуваною, вважаючи, що це позитивно позначиться на її монетизації. На політиці щодо користувачів мережі угода позначитися не повинна, вказували ЗМІ.

## Дочірні проєкти

### В Кадре
Публічний відеосервіс, запущений в жовтні 2007. На момент виходу із стадії тестування в березні 2008 року в базі було доступне більше 20 мільйонів роликів. Сервіс синхронізує інформацію про відеофайли з «ВКонтакті» і дозволяє будь-якому охочому проглядати відео користувачів, які відкрили його налаштуваннями приватності для публічного перегляду. Для користувачів соцмережі доступна можливість автоматичної авторизації. Сервіс дозволяє проглядати відео як HD, обмежуючи його розмір в 1 Гб.
 На початку 2011 адміністрація закрила проєкт. По переході по домену vkadre.ru, автоматично перенаправляється на сайт «ВКонтакті».

### В Штате
Соцмережа для розміщення вакансій і резюме. Сайтом, запущеним в червні 2008 року Павлом Дуровим і Андрієм Урусовим, управляють ТОВ «Профессиональные контакты». Проєкт швидко набрав популярність. Так, до початку серпня свої анкети розмістили понад 600 тисяч осіб. Вибухове зростання пов'язане з тим, що сайт тісно інтегрований з «ВКонтакті», користувачі якого можуть автоматично розміщувати свої анкети. Згідно з даними сайту, на початок 2009 року розміщено більше 2 млн. резюме.

### Durov.ru
В кінці жовтня 2008 року був відкритий доступ до англомовного сайту Durov.ru, соціальної мережі, реалізованій на платформі «User API ВКонтакті». Durov.ru не вимагає додаткової реєстрації для користувачів «ВКонтакті» і надає їм альтернативний інтерфейс, реалізований на AJAX і з штатною можливістю викачування аудіо та відеоконтенту. Крім того, сайт покликаний продемонструвати стороннім розробникам, зацікавленим в створенні своїх соціальних мереж, можливості USERAPI.
Станом на сьогодні сервіс закрито. При переході за адресою Durov.ru користувач автоматично переправляється на vk.com [Архівовано 18 травня 2012 у Wayback Machine.]

### VK.com
28 серпня 2009 року «ВКонтакті» придбав у американського реєстратора доменів GoDaddy доменне ім'я VK.com. У цьому домені «ВКонтакті» в жовтні 2009 року відкрив міжнародну версію «ВКонтакті», яка стала відома під назвою VK (для країн СНД назва залишиться та ж сама — «ВКонтакті»). Передбачається, що основною аудиторією міжнародної версії «ВКонтакті» можуть стати російськомовні користувачі країн, в яких велика частка російськомовного населення, — Ізраїль, Німеччина, Канада та ін. Деякі експерти стверджують, що VK.com не зможе скласти серйозну конкуренцію визнаним міжнародним соціальним мережам Facebook і MySpace. Також є думка, що у разі успіху міжнародної версії «ВКонтакті» власники Facebook можуть подати позов до суду за порушення авторських прав (раніше «ВКонтакті» піддавався критиці за те, що його дизайн і ідея нагадує Facebook). За словами інших експертів, «ВКонтакті» можуть уникнути проблем з судовим розглядом, дещо змінивши в структурі свого сайту.[джерело?] Спочатку планувалося створити версію на 12 мовах, проте, станом на лютий 2011 року, їхня кількість становить вже 65.
У даний час сайт «ВКонтакті» доступні на наступних мовах: англійська, російська, українська, іспанська, португальська, португальська, данська, німецька, французька, італійська, нідерландська, азербайджанська, китайська, монгольська, польська, угорська, шведська, норвезька, словацька, словенська, хорватська, сербська, боснійська, болгарська, фінська, естонська, латиська, литовська, грецька, албанська, румунська, чеська, японська, корейська, арабська, хінді, бенгальська, каннада, непалська, індонезійська, малайська, тагальська, тайська, бірманська, в'єтнамська, іврит, суахілі, казахська, молдавська, білоруська (тарашкевиця), турецька, грузинська, вірменська, узбецька, туркменська, таджицька, осетинська, а також ностальгічна версія «В Союзі», стилізована в колірній гаммі епохи СРСР, і «Дореволюційний» інтерфейс в дореформеній орфографії і колірному оформленні сепія.

## Цікаві факти
- 2018 року правозахисники виявили, що в Росії щороку збільшується кількість кримінальних справ за публікації в інтернеті. Користувачів судили за картинки з жартами, репости і навіть за вподобання. Лідером за вироками став «ВКонтакті». Згідно з доповіддю «Сови» за 2017 рік, 138 постів, які привернули увагу слідчих, були розміщені у «ВКонтакті», по 2 в Facebook, «Живому журналі» і на YouTube. Судова практика правозахисників дозволяє робити висновок, що адміністрація «ВКонтакті», активно співпрацює зі слідчими органами Росії, розкриває дані користувачів, їх адреси, телефони, час виходу в інтернет[61]. У грудні 2018 року в Росії пом'якшили покарання за публікації в інтернеті[62]. Кримінальних справ у Росії за публікації в інтернеті стало менше (121 справа у 2019 році, 5 у 2020 році), але вони все одно є та продовжують з'являтися[63].
- У Росії судові виконавці шукають боржників за кредитами на інтернет-сайтах «Одноклассники» та «ВКонтакті». Знайомляться з ними під вигаданими іменами, призначають побачення. На них приїздять у службовій формі. У такий спосіб затримали й примусили сплатити борг чотирьох росіян. Сергія із Забайкалля розшукали через мережу «ВКонтакті». Він не платив кредиту за іномарку, від кредиторів ховався — змінював адресу, на телефонні дзвінки не відповідав. На своїй інтернет-сторінці розмістив кілька фото автівки. Судові виконавці зареєструвалися в мережі під дівочим ім'ям, фото взяли з сайту модельного агентства. З боржником листувалися якийсь час, а тоді запропонували прийти на побачення. Сергій приїхав на зустріч у новій автівці. Машину конфіскували[64].

## Збереження особистих даних
1 серпня 2014 року в Росії набув чинності закон, який надає право Федеральній службі безпеки РФ отримувати всі особисті дані користувачів російських інтернет-ресурсів. Оскільки ТОВ «ВКонтакті» зареєстроване у Російській Федерації, новий закон поширюється на користувачів цієї соціальної мережі. Якщо раніше ФСБ мало можливість переглядати інформацію інтернет-користувачів лише після попереднього звернення до суду, то тепер російські спецслужби прямо будуть переглядати потрібну їм інформацію.

## Критика
- За результатами дослідження UkraineWorld та «Інтерньюз-Україна», станом на січень 2021 року «ВКонтакті» залишається осередком поширення мови ворожнечі, проросійських та антидержавних (сепаратистських) наративів. Таким чином, Росія продовжує використовувати соціальні мережі як засіб інформаційної агресії проти України[66][67]
- «ВКонтакті» критикується за сприяння поширенню піратського контенту[68][69][70][71]
- Поширена думка, що «ВКонтакті» це клон Facebook[72]. Павло Дуров у відповідь на звинувачення стверджував, що дійсно вперше ознайомився з принципами соціальної мережі на прикладі Facebook, але реалізація сайту вимагала адаптації концепції під російську систему освіти, а також написання власного програмного коду[73]. Схожість дизайну пояснюється використанням відкритої концепції стилів, описаної, зокрема, в книзі «The CSS Anthology: 101 Essential — Tips, Tricks & Hacks». Крім того, у відповідь на критику творці заявляють, що деякі ідеї і механізми, використовувані в соціальних мережах, вперше були реалізовані саме «ВКонтакті»[74].
- Національна Експертна комісія з питань захисту суспільної моралі розглянула низку порушень українського законодавства сайтом Vkontakte.ru. Зокрема, експерти розглянули наявні на одній зі сторінок сайту фотографії, що зображують процес препарування собаки, і визнали, що вони пропагують насильство і жорстокість. Про своє рішення нацкомісія із захисту моралі повідомила представникам МВС України. Правоохоронні органи, своєю чергою, заявили, що проти двох осіб, які розмістили ці фото і проти ВКонтакті буде порушено кримінальну справу[75].

### Безпека
«ВКонтакті» критикується за тісне співробітництво з російською владою: передає персональні дані своїх користувачів російській владі, навіть коли не зобов'язаний цього робити.
29 травня 2017 року, американське видання Wall Street Journal випустило статтю, в якій розповідається про загрози російських соцмереж «ВКонтакті» і Однокласники. Так, наприклад, після того, як Росія напала на Україну у 2014 році, американська компанія з кібербезпеки CrowdStrike виявила, що російські хакери, пов'язані з групою APT 28, поширили через «ВКонтакті» вірус для додатка для Android. Шкідлива програма проникла в програмне забезпечення для українських артилеристів, яке розробив Ярослав Шерстюк. Програма дозволяла розрахувати дані для наведення українських гаубиць. Однак, російський вірус дозволив зламати програму і визначати місце розташування української артилерії, щоб потім російські сили могли завдати по них удару. В інших випадках хакери намагалися вивести з ладу електропідстанцію в Києві та електромережу в Західній Україні. Експерти з кібербезпеки вважають, що соцмережі представляють ще більшу небезпеку, ніж пропаганда, ставши стартовими майданчиками для хакерських атак, стверджує видання.
Разом з іншими соціальними мережами «ВКонтакті» часто називають одним з найбільш зручних джерел для отримання інформації та пошуку персональних даних. Зокрема, банківські агенти використовують соціальні мережі для пошуку боржників (у 2018 році Національне бюро кредитних історій Росії домовилося з Mail.ru Group про можливість на платній основі аналізувати активні в соцмережі профілі позичальників), а служба судових приставів Росії розсилає повідомлення боржникам про порушення проти них справ. Керівництво «ВКонтакті» заявляє, що при виявленні видаляє «колекторські» облікові записи. Також за запитом видаляють «клонів», що ганьблять честь і гідність відомих персон. Адміністрація вказує, що користувачі можуть самі вирішувати, який обсяг інформації про себе розкривати, а також мають розширені можливості з управління приватними даними.
«ВКонтакті» критикується за те, що служить зручною платформою для шахраїв. Так, в розісланих вручну або автоматично повідомленнях у групах користувачам пропонується пільговий спосіб підвищення так званого рейтингу через надсилання повідомлення SMS на певний короткий номер. Не менш часто листи надсилаються всьому списку контактів з проханням надіслати повідомлення SMS на короткий номер для отримання доступу необхідного сайту, у такому випадку розсилка здійснюється через облікові записи користувачів, комп'ютери яких заражені троянськими програмами на зразок мобільного трояна Trojan — SMS.J2ME.Konov.b або повідомили свій e-mail та пароль фішинг-сайту. Крім того, шахраї можуть отримати доступ до комп'ютера жертви, використовуючи такі віруси, як Trojan.Win32.Crypt.ey. Часто користувачі, заразивши комп'ютер хробаком Win32.HLLW.AntiDurov, втрачали інформацію. Адміністрація звертає в цьому випадку увагу на те, що заразитися можливо лише на зовнішніх сайтах (про це свідчить спеціальна сторінка, яка з'являється при спробі перейти на інший ресурс).

### Новий дизайн (2016)
17 серпня ПК-версія сайту «ВКонтакті» була повністю переведена на новий дизайн. На думку деяких користувачів, новий дизайн виявився незручним, з безліччю недоробок. В результаті, користувачі почали збирати підписи під петицією, з вимогою повернути колишній дизайн сайту (за 3 місяці було зібрано близько 50 000 підписів).
Засновник соціальної мережі «ВКонтакті» Павло Дуров перерахував 7 основних недоліків нового дизайну. На його думку, редизайн не тільки не відповідає сучасним (на 2015—2016 рік) вебстандартам, але і знижує зручність сайту.
Андрій Рогозов, на той момент операційний директор «ВКонтакті», відповів записом з сімома пунктами з принциповими поліпшеннями в новому дизайні. Зокрема, в оновленому інтерфейсі користувачі стали відправляти на 6 % більше повідомлень, кількість позначок «Вподобати» зросла на 10 %. Також Рогозов зазначив повний перехід на безпечний зашифрований протокол https.

## Блокування в Україні

### 2017
Згідно з рішенням РНБО від 28 квітня 2017 року доступ до сайту «ВКонтакті» від 16 травня 2017 року було заблоковано в Україні. Це блокування проводилось в рамках санкцій України проти Росії, введених за анексію Криму і агресію на Донбасі та спрямоване на забезпечення інформаційної безпеки України.
29 травня американське видання Wall Street Journal випустило статтю, в якій розповідається про загрози російських соцмереж «ВКонтакті» і Однокласники. Так, наприклад, після того, як Росія напала на Україну у 2014 році, американська компанія з кібербезпеки CrowdStrike виявила, що російські хакери, пов'язані з групою APT 28, поширили через «ВКонтакті» вірус для додатка для Android. Шкідлива програма проникла в програмне забезпечення для українських артилеристів, яке розробив Ярослав Шерстюк. Програма дозволяла розрахувати дані для наведення українських гаубиць. Однак, російський вірус дозволив зламати програму і визначати місце розташування української артилерії, щоб потім російські сили могли завдати по них удару. В інших випадках хакери намагалися вивести з ладу електропідстанцію в Києві та електромережу в Західній Україні. Експерти з кібербезпеки вважають, що соцмережі представляють ще більшу небезпеку, ніж пропаганда, ставши стартовими майданчиками для хакерських атак, стверджує видання.
Експерти в галузі цифрових технологій вважають, що рішення української влади пояснюється прагненням перекрити величезний потік особистої інформації, яку українці завантажують у сервіси, які базуються в країні-агресорі — Росії.
«ВКонтакті» критикується за тісне співробітництво з російською владою: передає персональні дані своїх користувачів Росії, навіть коли не зобов'язаний цього робити.
Згідно дослідження контенту соцмереж, яке проводила «Інтерньюз-Україна» спільно з компанією Singularex, яке опубліковано 28 листопада 2019 року, український сегмент «ВКонтакті» виявився найбільш сприятливим середовищем для жорсткої мови ненависті щодо України, її політики, суспільства, культури.

### 2020— …
13 травня 2020 року, ВРУ підтримала звернення до РНБО про продовження блокування російських соцмереж.
14 травня 2020 року, Президент України Володимир Зеленський продовжив блокування російських соцмереж
12 вересня 2020 року, представники «ВКонтакті» повідомили про те, що соцмережа, в обхід законів України, знову доступна в Україні, й цього разу через вбудований проксі.
8 жовтня 2020 року, СБУ звернулася до компаній Google та Apple з проханням заборонити мобільні додатки «ВКонтакті» у сервісах Google Play і App Store для користувачів з України.
За результатами дослідження UkraineWorld та «Інтерньюз-Україна», станом на січень 2021 року «ВКонтакті» залишається осередком поширення мови ворожнечі, проросійських та антидержавних (сепаратистських) наративів. Таким чином, Росія продовжує використовувати соціальні мережі як засіб інформаційної агресії проти України.
15 квітня 2023 року, згідно з указом Президента Зеленського, було введено санкції проти російських компаній, зокрема й ВК, терміном на 10 років.

## Судові позови та справи
- 1 листопада 2008 року, ВГТРК подала до Арбітражного суду Санкт-Петербурга судовий позов на 3 млн рублів до ООО «ВКонтакті» за порушення авторських прав телерадіокомпанії у вигляді незаконного розміщення в соціальній мережі кінофільму «Острів». За клопотанням юристів «ВКонтакті» справа була припинена Пресненським районним судом Москви, відновлено в 2009 році. У квітні 2010 року суд відхилив позов ВГТРК до соціальної мережі. Проте 19 липня 2010 р. на «Вконтакті», арбітражним апеляційним судом Санкт-Петербурга, був накладений штраф у розмірі 1 млн рублів.
- У 2009 році було засуджено двох студентів з Архангельська за розміщення в соціальній мережі екстремістських матеріалів, мешканця Пскова за розповсюдження порнографії, а також мешканця Іжевська за злом однієї із сторінок.
- У січні 2011 користувач ВКонтакті був притягнутий до кримінальної відповідальності за порушення авторських прав через судовий позов звукозаписувальної компанії «Нікітін». Користувач завантажив на сайт 18 пісень і, за даними «Нікітін» це завдало їм збитку в розмірі 108 тисяч рублів[106].
- В грудні 2011 ФСБ звернулось до засновника сайту з проханням заблокувати опозиційні спільноти ВКонтакті. Після відмови Павла Дурова, йому прийшла повістка до прокуратури Санкт-Петербурга[107].
- 1 грудня 2013 року на своїй сторінці ВКонтакті Павло Дуров залишив наступний пост:

| До речі, обладнання ВКонтакті в Києві, яке було вилучене «правоохоронними» органами України влітку 2013 року, так і не було повернене. Офіційно чиновники України декілька разів міняли причину, за якою вони вилучили наші сервери. Неофіційно для повернення нам нашого ж обладнання українські чиновники вимагали хабар у розмірі 100 тисяч доларів. В результаті населення України втратило швидкий доступ до ВКонтакті, а українська економіка — мільйони доларів потенційних інвестицій. Сподіваюся, що теперішні громадські виступи в Києві приведуть до позитивних змін. Очевидно, що цей чудовий народ заслуговує більш високого інтелектуального і морального рівня своїх правителів. Оригінальний текст (рос.) :Кстати, оборудование ВКонтакте в Киеве, которое было изъято государственными органами Украины летом этого года, так и не было возвращено. Официально чиновники Украины несколько раз меняли причину, по которой они изъяли наши сервера. Неофициально для возврата нам нашего же оборудования украинские чиновники требовали взятку в размере 100 тысяч долларов. :В результате население Украины потеряло быстрый доступ к ВКонтакте, а украинская экономика — миллионы долларов потенциальных инвестиций. :Надеюсь, что текущие гражданские выступления в Киеве приведут к позитивным изменениям. Очевидно, что этот замечательный народ заслуживает более высокого интеллектуального и морального уровня своих правителей. |

## Конфлікти в тематиці груп
Восени 2008 року невідомими особами в одній з груп «ВКонтакті» була опубліковані відверті фотознімки неповнолітньої дівчинки, яка виявилася ученицею однієї з московських шкіл. У результаті дівчина стала об'єктом цькування. І хоча адміністрація ВКонтакті видалила групу, скандал викликав резонанс у ЗМІ.
У лютому 2009 року прокуратура Центрального району Санкт-Петербурга звинуватила «ВКонтакті» в тому, що на сайті розміщено матеріали, що описують і пропагують злочинну діяльність. Мова йшла про «Кухонну книгу анархіста», якій в соціальній мережі була присвячена ціла група з вільним доступом. Після винесеного попередження, адміністрація ресурсу повністю видалила групу разом з усім її вмістом.
У березні 2009 року учасник vkontakte Вадим Чаруші, відомий створенням групи «Галина Старовойтова, ваші ідеї живі», був доставлений в психіатричну лікарню, де виїзним судовим засіданням він був засуджений до примусового лікування. У тому ж місяці на вимогу партії «Яблоко» адміністрація «Vkontakte.ru» заблокувала і видалила більше 40 груп, підозрюваних партійцями в розпалюванні міжнаціональної ворожнечі.